# Yes, We Fuck!
Pour plus de détails, voir Fiche technique et Distribution.
Yes, We Fuck! (litt., « Oui, on baise ! ») est un documentaire espagnol réalisé par Antonio Centeno et Raúl de la Morena et sorti en 2015. Le titre est un clin d'œil au fameux slogan « Yes We Can » de la campagne présidentielle de Barack Obama de 2008.

## Synopsis
Yes, We Fuck! présente la sexualité de plusieurs personnes handicapées (le terme employé est personnes dotées de « diversité fonctionnelle », pour mettre en avant des modes de fonctionnement corporel différents plutôt que le handicap). À travers six récits, différentes thématiques sont traitées, notamment l'expérience de sa propre sexualité, la vie en couple, la prostitution, ou encore l'assistance sexuelle,.
L'usage d'images sexuelles explicites cherche à rompre avec le stéréotype qui infantilise les personnes handicapées, en montrant que leurs corps sont désirants et désirables, et peuvent créer de nouveaux imaginaires politiques capables de redéfinir des concepts, de la masculinité à la démocratie,.

## Fiche technique
Sauf indication contraire, les informations mentionnées dans cette section peuvent être confirmées par la base de données cinématographiques IMDb,  présente dans la section « Liens externes ».
- Titre original : Yes, We Fuck! (litt., « Oui, on baise ! »)
- Réalisation et scénario : Antonio Centeno et Raúl de la Morena
- Pays d'origine :  Espagne
- Langues originales : espagnol, catalan et anglais
- Format : couleurs - 16/9 HD - stéréo (RCA Sound Recording)
- Genre : documentaire
- Durée : 59 minutes

## Distinctions et sélections
| Année | Évènement                                                   | Pays        | Catégorie                  | Résultat      | Réf.   |
| ----- | ----------------------------------------------------------- | ----------- | -------------------------- | ------------- | ------ |
| 2015  | Barcelona Creative Commons Film Festival                    | Espagne     | -                          | Sélectionné   | [ 8 ]  |
| 2015  | Festival de Cine Independiente de Barcelona - l'Alternativa | Espagne     | -                          | Sélectionné   | [ 9 ]  |
| 2015  | Pornfilmfestival Berlin (de)                                | Allemagne   | Meilleur documentaire      | Prix remporté | ,      |
| 2015  | FlixxFest International Film Festival                       | États-Unis  | Meilleur documentaire LGBT | Prix remporté | [ 13 ] |
| 2016  | Mostra la Ploma                                             | Espagne     | -                          | Sélectionné   | [ 14 ] |
| 2016  | Festival Zinegoak                                           | Espagne     | -                          | Sélectionné   | [ 15 ] |
| 2016  | Fish and Chips Film Festival                                | Italie      | Meilleur documentaire      | Prix remporté | ,      |
| 2016  | BFI Flare: London LGBTQ+ Film Festival                      | Royaume-Uni | -                          | Sélectionné   | [ 18 ] |
| 2016  | La Fête du Slip - Festival des Sexualités                   | Suisse      | -                          | Sélectionné   | [ 19 ] |
| 2016  | Festival PopPorn                                            | Brésil      | -                          | Sélectionné   | [ 20 ] |